# جواز سفر هايتي
يصدر جواز سفر هايتي لمواطني هايتي للسفر الدولي.
للحصول على جواز سفر هايتي، يجب على المتقدم أن يكون مواطن هايتي ويقدم ما يثبت ذلك. دستور هايتي لا يسمح للأشخاص الذين ولدوا في هايتي بالحصول على الجواز ولكن يسمح بالحصول على جواز سفر هايتي للذين غيروا جنساتهم في وقت سابق.

## التاريخ
بين عامي 1937 و 1942، كان من الممكن الحصول على جواز سفر هايتي وجنسية هايتي دون زيارة البلاد. استخدم حوالي 100 يهودي من أوروبا الشرقية هذه الطريقة للهروب من أوروبا. في عام 2011 أعلن عن إطلاق جوازات السفر الإلكترونية.

## متطلبات التأشيرة
اعتبارًا من 22 سبتمبر 2020، كان يمكن لمواطني هايتي الدخول إلى 49 دولة وإقليم بدون تأشيرة أو تأشيرة عند الوصول، مما جعل جواز السفر الهايتي يحتل المرتبة 95 من حيث حرية السفر وفقًا لمؤشر هينلي لجوازات السفر.